# Cementerio de Camperdown
El Cementerio de Camperdown (en inglés: Camperdown Cemetery) es un cementerio histórico situado en la calle Church en Newtown, un barrio del centro de la ciudad de Sídney, Nueva Gales del Sur, Australia. Es el único de los tres grandes cementerios de Sídney que todavía existe.
Fundado en 1848, fue durante veinte años el principal cementerio general de Sídney, con un número total de entierros de alrededor de 18.000. Muchas personas importantes para la historia temprana de la Australia colonial están enterrados allí. 
Además de los monumentos históricos conserva importantes elementos de paisajismo de mediados del siglo XIX y ejemplos de la flora nativa, que ahora son raros en el urbanizado casco urbano.